# Hercostomus discriminatus
Hercostomus discriminatus är en tvåvingeart som beskrevs av Octave Parent 1925. Hercostomus discriminatus ingår i släktet Hercostomus och familjen styltflugor. Inga underarter finns listade i Catalogue of Life.